# Lactarius aurantiifolius
Lactarius aurantiifolius é um fungo que pertence ao gênero de cogumelos Lactarius na ordem Russulales. Encontrado na África, foi descrito cientificamente pela micologista Annemieke Verbeken em 1996.